# Perdita ericameriae
Perdita ericameriae är en biart som beskrevs av Timberlake 1958. Perdita ericameriae ingår i släktet Perdita och familjen grävbin. Inga underarter finns listade i Catalogue of Life.